# Риторичні фігури
Риторичні фігури (від грец. ῥήτωρ ‘оратор’ та лат. figura ‘зовнішній вигляд, образ, фігура’) — у вузькому значенні — фігури мовлення, побудовані на словесних зворотах, що мають умовно-діалогічний характер: риторичні звертання, запитання, заперечення, оклик.
У широкому значенні — синонім до понять фігури мови, стилістичні фігури — засіб підсилення емоційної впливовості художньої та ораторської мови, побудований на застосуванні синтаксичних конструкцій, відмінних від порядку слів, узвичаєного даною мовою. Стилістичні фігури включають тропи і власне стилістичні фігури.

## Риторичне звертання
Риторичні звертання — це звертання до абстрактних понять, неживих предметів або відсутніх людей як до присутніх:
Благословенна будь, моя незаймана дівице Десно… Далека красо моя! Щасливий я, що народився на твоєму березі" (О. Довженко).
Земле рідна!
Мозок мій світліє,
І душа ніжнішою стає,
Як твої сподіванки і мрії
У життя вливаються моє.
(В. Симоненко)

## Риторичне запитання
Риторичні запитання — це такі запитання, які не вимагають відповіді. Вони зосереджують увагу на питанні, про яке йдеться у творі, наприклад:
Хто може випити Дніпро, 
Хто властен виплескати море,
 Хто наше золото-серебро
 Плугами кривди переоре?
 Хто серця чистого добро
 Злобою чорною поборе?
 (М. Рильський)

## Риторичне заперечення
Риторичні заперечення мають форму відповіді на можливе припущення, думку уявного співрозмовника:
Ні, друже мій, не та родина!
Сучасна пісня — не перина.
(І. Франко)
О недаремно, ні, в степах гули гармати.
 (В. Сосюра)
Ніхто твоїх не заперечить прав.
 (М. Зеров)

## Риторичний оклик
Риторичний оклик або риторичний вигук — риторична фігура, окличне речення, яке служить для образного вираження якогось сильного почуття — радості, захоплення, гніву, відчаю тощо:
Вставай, хто живий, в кого думка повстала!
Година для праці настала!
(Леся Українка)
Весна і молодість! Ну що є краще в світі! 
Такої, як у нас, нема ніде весни! 
Рожевим цвітом радісно залиті 
шумлять сади, і сонце п'ють лани.
(В. Сосюра)
О, що за туга розум мій опала!
 Яка крізь серце потекла Каяла,
 Що за чуття на серце налягло!
(М. Зеров)
Риторичний оклик має підкреслено-емоційний характер і вводиться переважно з метою затримати або посилити увагу на якомусь з аспектів зображуваного, за механізмом створюваного смислового ефекту він нагадує риторичне питання, але власно питання не ставиться.

## Риторичне ствердження
Риторичні ствердження — фігури, які підкреслюють незаперечність сказаного автором. Наприклад:
Так! Я буду крізь сльози сміятись.
(Леся Українка)